# Grand-Prix-Saison 1928

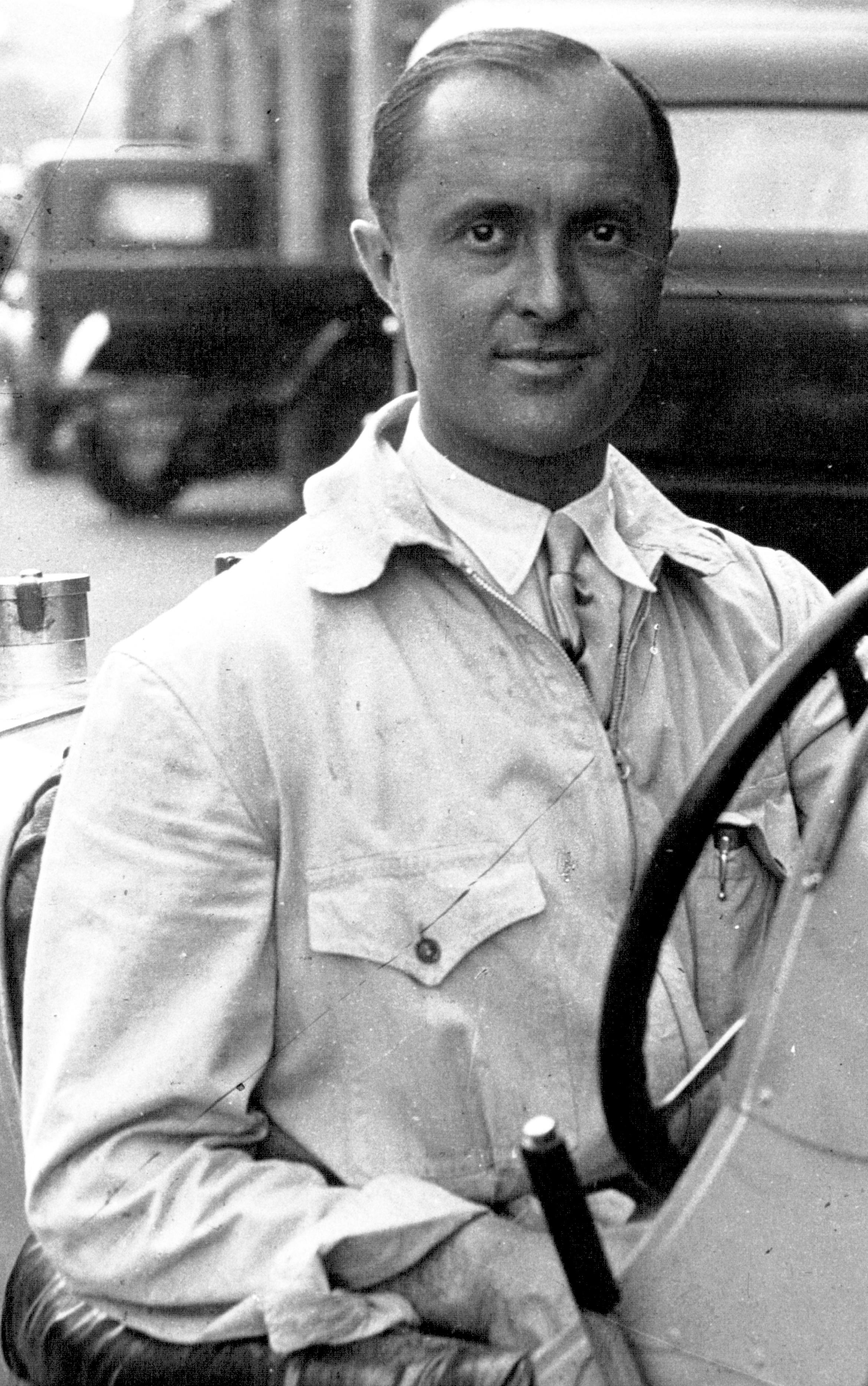
Sieben Siege 1928: Louis Chiron

Für die Grand-Prix-Saison 1928 war vom Automobil-Weltverband AIACR erneut eine Automobil-Weltmeisterschaft ausgeschrieben worden, zu der sieben internationale Grand-Prix-Rennen gewertet werden sollten. Da jedoch mit dem Rennen in Indianapolis und dem Großen Preis von Italien auf dem Autodromo di Monza, der in diesem Jahr als Großer Preis von Europa lief, nur zwei dieser Grandes Épreuves durchgeführt wurden und auch nur für das Rennen in Monza die Internationale Rennformel zur Anwendung kam, konnte der Weltmeistertitel am Ende nicht vergeben werden.
Daneben wurden – zumeist in Italien und Frankreich – weitere wichtige Rennen veranstaltet, darunter die Targa Florio auf Sizilien, die Coppa Montenero in Livorno, die Coppa Acerbo in Pescara, der Premio Reale di Roma und der Grand Prix des ACF. Auch die Großen Preise von San Sebastián und Spanien auf dem Circuito Lasarte in San Sebastián waren von internationaler Bedeutung. Dagegen wurden die Großen Preise von Frankreich, Deutschland und Spanien in diesem Jahr lediglich als Sportwagenrennen ausgeschrieben.

## Saisonbeschreibung
Seit Mitte der 1920er Jahre befand sich der Grand-Prix-Sport althergebrachter Art in einem rasanten Verfall. Schon in den Jahren 1926 und 1927 waren nur noch wenige Automobilfirmen willens und in der Lage gewesen, sich an den offiziellen Grand-Prix-Rennen unter der glücklosen 1,5-Liter-Rennformel zu beteiligen. Als schließlich auch noch Delage und Talbot den Rennbetrieb aus wirtschaftlichen Gründen einstellten, blieb – abgesehen von Neueinsteiger Maserati, wo man sich vorläufig noch ganz auf die Rennszene in Italien konzentrierte – nur noch Bugatti als einziger an der Fortführung interessierter Hersteller übrig. Der internationale Automobilverband AIACR klammerte sich jedoch weiterhin nahezu krampfhaft an die Ursprungsidee eines Wettbewerbs zwischen den Automobilfirmen und schrieb auch für 1928 wieder die Austragung einer Weltmeisterschaft in Form einer Markenwertung aus. Immerhin hatte man schon bei der Verabschiedung der Rennformel Ende 1926 versucht, den Konstruktionen nur wenig Restriktionen aufzuerlegen, um möglichst viele Werke zur Teilnahme zu animieren. Die Motordimensionen waren nun völlig freigestellt, die weiterhin zweisitzigen Rennwagen mussten lediglich ein Gewichtsband von nicht weniger als 550 kg und nicht mehr als 750 kg einhalten und im Cockpitbereich eine Breite mindestens 80 cm aufweisen. Außerdem wurde für die Weltmeisterschaftsläufe eine Distanz von mindestens 600 km vorgeschrieben.
Trotzdem war der Zuspruch seitens der Hersteller vernichtend. Schon im Dezember 1927 sah sich der französische Automobilclub ACF nach einem Treffen mit Vertretern der französischen Automobilindustrie gezwungen, seinen traditionsreichen Grand Prix für 1928 abzusagen, und die Automobilclubs von Deutschland, Großbritannien, Spanien und Belgien folgten umgehend. In Amerika hatte man sich für Indianapolis außerdem für die Beibehaltung der bisherigen Hubraumgrenze von 1,5 Litern entschieden, so dass auch dieses Rennen für die Weltmeisterschaftswertung nicht mehr in Frage kam. Einzig der italienische Automobilclub hielt an der Austragung seines zum Saisonende terminierten Grande Épreuve in der vorgesehenen Form fest, dem auch der – ursprünglich für den Britischen Grand Prix vorgesehene – Titel des Großen Preises von Europa verliehen wurde. Allerdings hatte der Weltverband auch hier der Situation Rechnung tragen müssen und das Rennen nun auch für Teilnehmer geöffnet, die nicht als offizielle Mitglieder einer Werksmannschaft gemeldet wurden.
Damit hatte die AIACR die Grundidee der sogenannten „formelfreien“ Rennen (auch „Freie Formel“, „formellose“ Rennen bzw. Formula-Libre-Rennen) aufgegriffen, die sich im Gegensatz zu den klassischen Grand-Prix-Rennen vor allem in Italien, aber zunehmend auch in Frankreich großen Zuspruchs von Seiten der Teilnehmer wie auch beim Publikum erfreuten. Das Erfolgsrezept war, dass bei solchen Veranstaltungen praktisch jeder an den Start gehen konnte, der im Besitz eines einigermaßen brauchbaren Rennwagens war, so dass es kein Problem darstellte, ansehnliche und attraktiv besetzte Teilnehmerfelder zusammenzubekommen. Auf diese Weise wurde beispielsweise die Targa Florio, die praktisch schon seit Beginn der 1920er Jahre nach diesem Prinzip ausgetragen wurde, faktisch zum bedeutendsten internationalen Rennen des Jahres. Sie war außerdem zusammen mit 12 weiteren formelfreien Rennen (und dazu zwei Bergrennen) auch Wertungslauf zur italienischen Meisterschaft, die seit 1927 auf Betreiben des faschistischen Mussolini-Regimes ausgerichtet wurde, um den Motorsport auch propagandistisch auszunutzen.
Die Bedeutung der Targa Florio lässt sich auch daran bemessen, dass es 1928 das einzige Rennen war, in dem die Werksteams von drei Automobilfirmen – Maserati, Bugatti und Alfa Romeo – aufeinander trafen. Für die letzten beiden Firmen war es in dieser Saison sogar das einzige Mal überhaupt, dass sie mit ihren offiziellen Werksmannschaften antraten. Allerdings wurden die ansonsten bei den übrigen Rennen „privat“ gemeldeten Bugattis von Louis Chiron, Ferdinando Minoia, Gastone Brilli-Peri sowie des unter dem Pseudonym „W. Williams“ startenden Brite William Grover-Williams auch bei den anderen wichtigen Rennen (den Großen Preisen von Rom, San Sebastián, sowie dem als Sportwagenrennen ausgetragenen Coupe de la Commission Sportive in St. Gaudens – letzterer als Ersatz für den ausgefallenen Grand Prix de l’ACF) inoffiziell von Mechanikern des Bugatti-Werks unter der Führung von Rennleiter Bartolomeo Costantini an der Strecke betreut. Louis Chiron wurde mit insgesamt sieben Siegen – darunter die international besetzten Großen Preise von Rom, San Sebastián und Spanien, sowie mit dem Großen Preis von Italien/Europa auch das einzige Grande Épreuve der Saison – nicht nur zum mit Abstand erfolgreichste Fahrer des Jahres, sondern war damit auch einer der ersten Privatfahrer, die auch bei Auslandsrennen erfolgreich an den Start gingen. Daneben waren auch Albert Divo bei der Targa Florio sowie „W. Williams“ in St. Gaudens erfolgreich. Pietro Bordino, der nach dem endgültigen Rückzug von Fiat das Bugatti-Team eigentlich hätte anführen sollen, verunglückte jedoch bereits zu Beginn der Saison beim Training zum Rennen in Alessandria tödlich.
Überhaupt stellte die Marke Bugatti mit den diversen, für Privatfahrer frei erhältlichen Varianten des Type 35, der sich zu einem echten Verkaufsschlager entwickelte, weiterhin das Rückgrat der formelfreien Rennen. Die Bandbreite erstreckte sich dabei vom relativ günstig zu erwerbenden 1,5-Liter-Vierzylinder Type 37 (mit oder ohne Kompressor) über das 2-Liter-Modell 35C bis hin zum 35B mit 2,3 Liter Hubraum und 130 PS, die durch Montage von Kotflügeln, Scheinwerfern, Ersatzrädern und Windschutzscheibe auch in nominell straßentauglich gemacht und als Rennsportwagen eingesetzt werden konnten. Fahrer wie Tazio Nuvolari, Marcel Lehoux – ein aus Algerien stammender Franzose, dessen Stern gerade bei den Rennen in den nordafrikanischen Kolonien am Aufsteigen war – der Schweizer Edouard/Eduardo Probst, der Belgier Josef Delzaert, die Franzosen Philippe Auber, Philippe Étancelin und Pierre Blaque Belair und auch die Französin Janine Jennky konnten sich mit ihren privat eingesetzten Bugattis in die Siegerlisten von zahlreichen weniger bedeutenden Rennen eintragen. Aus Enttäuschung über die gescheiterte Weltmeisterschaft führte Bugatti schließlich mit dem Grand Prix Bugatti auf der Rennstrecke von Le Mans schließlich auch noch eines der ersten „Markenpokal“-Rennen der Motorsportgeschichte durch, an dem nur private Besitzer eines Bugattis teilnehmen durften.
Auch die erst 1926 gegründete Firma Maserati betrieb mittlerweile eine ähnliche Firmenpolitik und bot mit den Tipo 26 und 26B zwei Achtzylinder-Rennwagen von 1,5 und 2 Litern Hubraum zum Kauf an, wobei man auf Wunsch die Betreuung durch das Werksteam gleich mit dazu buchen konnte. Mit dem Tipo 26R mit 1,7 Litern Hubraum brachte Maserati außerdem das einzige speziell für die Internationale Rennformel entwickelte Grand-Prix-Modell der Saison heraus, das ein etwas leichteres Chassis aufwies. Allerdings waren alle diese frühen Maserati-Modelle weder schnell noch standfest genug, um den Bugatti gefährlich zu werden. So reichte es gerade so für einen einzigen Saisonsieg von Werksfahrer Baconin Borzacchini beim relativ bedeutungslosen Rennen von Catania, während seine Teamkollegen Luigi Fagioli und Ernesto Maserati, wie auch die diversen unabhängigen Maserati-Fahrer weitgehend leer ausgingen.
Daneben hatten einige Firmen, die sich ganz aus dem Grand-Prix-Sport verabschiedet hatten, ihre ausrangierten Rennwagen zum Verkauf angeboten, so dass unabhängige Fahrer neben Bugatti und Maserati noch eine Reihe weiterer Optionen besaßen. Die hochgezüchteten Talbot, Delage und Alfa Romeo waren schnell, benötigten allerdings eine entsprechend intensive technische Betreuung, wie sie von Einzelpersonen kaum geleistet werden konnte. So ist es kein Zufall, dass 1928 auch zum ersten Mal eine neue Art (werks)unabhängiger Rennställe in Erscheinung trat. Vorreiter war die Ecurie Italienne bzw. Scuderia Materassi, wie sie nach ihrem Gründer, dem damaligen Top-Fahrer Emilio Materassi, auch genannt wurde. Neben einigen älteren formelfreien Rennwagen übernahm das Team den kompletten Bestand des 1927 aufgelösten Talbot-Werks inklusive der beiden aus Italien stammenden Ingenieure Vincenzo Bertariore und Walter Becchia, die die Rennwagen vor allem bezüglich ihrer Standfestigkeit noch einmal komplett überarbeiteten. Neben Materassi, der damit die Rennen von Mugello und Livorno gewann, stellte das Team auch anderen Fahrern immer wieder Autos zur Verfügung. Mit dem Sieg von Luigi Arcangeli in Cremona war die Scuderia Materassi hinter Bugatti sogar das zweiterfolgreichste Team der Saison, ihre weitere Zukunft wurde jedoch zum Saisonende durch den tragischen Tod von Materassi in der Katastrophe von Monza jäh in Frage gestellt.
Deutlich weniger erfolgreich operierte dagegen Giulio Aymini, der, ähnlich wie Materassi bei Talbot, von Delage die Type 2 LCV aus der 2-Liter-Formel von 1925 übernahm, die komplexe Technik der V12-Zylinder aber nicht in den Griff bekam. Einen besseren Ansatz verfolgte dagegen Giuseppe Campari, der als früherer Werksfahrer von Alfa Romeo für seinen jetzt privat eingesetzten Alfa Romeo P2 – das Weltmeisterauto von 1925 – weiterhin technische Betreuung von Seiten des Werks genoss. Campari erschien mit dem Auto aber nur zu den zwei Rennen in Cremona und in Pescara, wo der P2 beide Male das unbestritten schnellste Auto war. Zum Sieg reichte es jedoch nur einmal, weil Campari im ersten Rennen von Reifenproblemen aussichtslos zurückgeworfen wurde. Bei der Targa Florio wurde Campari außerdem noch Zweiter mit einem ihm vom Werk zur Verfügung gestellten Alfa-Romeo-6C-1500-Sechszylinder, der als Sportmodell für ein solches Langstreckenrennen besser geeignet war als der hochgezüchtete Grand-Prix-Wagen.
Schließlich gab es mit der von Tazio Nuvolari zusammen mit Cesare Pastore und Achille Varzi gegründeten Scuderia Nuvolari auch noch ein weiteres erfolgreichen Privatrennstalls. Anstelle des Risikos, an der komplexen Technik ehemaliger Grand-Prix-Rennwagen zu scheitern, hatte das Team jedoch bei Bugatti bewährte 35C-Modelle bestellt, wie sie auch vom Werksteam selbst eingesetzt wurden. Prompt konnte Nuvolari – dessen Verpflichtung als Bugatti-Werksfahrer für die Targa Florio aufgrund eines Zwists mit Rennleiter Bartolomeo Costantini kurzfristig gescheitert war – gleich zu Saisonbeginn die Rennen von Tripoli (in der nordafrikanischen Kolonie Libyen), Verona und Alessandria gewinnen. Allerdings machte sich im weiteren Verlauf der Saison auch an diesen Autos ein gewisser Wartungsmangel bemerkbar, zumal Nuvolaris Partner das Team zur Saisonmitte wieder verließen. Vor allem Varzi hatte erkannt, dass er in einem Team unter Nuvolaris Führung seine eigenen ambitionierten Ziele nicht erreichen konnte, so dass die beiden Fahrer, deren Rivalität die kommenden zehn Jahre des Grand-Prix-Sports noch mitprägen sollte, es ab nun stets vermieden, für den gleichen Rennstall zu starten.
Varzi übernahm stattdessen Camparis Alfa Romeo und startete mit diesem als Ersatzfahrer beim Großen Preis von Italien, wo er anfangs in einer der für Monza typischen Windschattenschlachten seinen Konkurrenten einen spannenden Kampf um die Spitze lieferte, bevor das Rennen dann seine tragische Wendung nahm. Materassi war mit seinem Talbot beim Versuch, einen Gegner zu überrunden, ins Schleudern gekommen und bei voller Fahrt in die Zuschauerränge gerast, die nur rudimentär abgesichert waren. Bei dem Unfall kamen neben dem unglücklichen Fahrer 22 Zuschauer ums Leben, 36 weitere wurden verletzt. Es ist damit die bislang schwerste Katastrophe im Grand-Prix-Sport und nach dem Unfall beim 24-Stunden-Rennen von Le Mans 1955 die zweitschwerste im Motorsport überhaupt. Um eine Massenpanik zu vermeiden, ließen die Veranstalter das Rennen jedoch weiterlaufen. Varzi, der sich am Steuer vorübergehend von Campari hatte ablösen lassen, wurde am Ende Zweiter hinter Chiron auf Bugatti, der aufgrund dieses Sieges im Großen Preis von Europa und einzigem Grande Épreuve des Jahres in der Literatur bisweilen fälschlicherweise als Europa- oder sogar als Weltmeister bezeichnet wurde.

## Rennkalender

### Grandes Épreuves
|   | Datum  | Rennen                                             | Strecke                     | Sieger                 | Statistik |
| - | ------ | -------------------------------------------------- | --------------------------- | ---------------------- | --------- |
| 1 | 30.05. | Indianapolis 500                                   | Indianapolis Motor Speedway | Louis Meyer (Miller)   | Statistik |
| 2 | 09.09. | Großer Preis von Italien (Großer Preis von Europa) | Autodromo di Monza          | Louis Chiron (Bugatti) | Statistik |

### Weitere Rennen
| Datum  | Rennen                       | Strecke                       | Sieger                         | Statistik |
| ------ | ---------------------------- | ----------------------------- | ------------------------------ | --------- |
| 11.03. | Gran Premio di Tripoli       | Tripolis                      | Tazio Nuvolari (Bugatti)       | Statistik |
| 11.03. | Circuit d’Esterel Plage      | Saint-Raphaël                 | Louis Chiron (Bugatti)         |           |
| 25.03. | Circuito Pozzo               | Verona                        | Tazio Nuvolari (Bugatti)       |           |
| 01.04. | Circuit de la Riviera        | Cannes                        | Louis Chiron (Bugatti)         |           |
| 09.04. | Grand Prix d’Antibes         | Cannes                        | Louis Chiron (Bugatti)         |           |
| 22.04. | Circuito di Alessandria      | Circuito Pietro Bordino       | Tazio Nuvolari (Bugatti)       |           |
| 06.05. | Coppa Florio                 | Medio circuito delle Madonie  | Albert Divo (Bugatti)          |           |
| 06.05. | Targa Florio                 | Medio circuito delle Madonie  | Albert Divo (Bugatti)          | Statistik |
| 06.05. | Großer Preis von Algerien    | Staoueli                      | Marcel Lehoux (Bugatti)        |           |
| 13.05. | Coppa di Messina             | Messina                       | Edouard Probst (Bugatti)       |           |
| 16.05. | Grand Prix de Bourgogne      | Dijon                         | Janine Jennky (Bugatti)        |           |
| 20.05. | Coppa Etna                   | Catania                       | Baconin Borzacchini (Maserati) |           |
| 03.06. | Großer Preis von Tunesien    | Le Bardo                      | Marcel Lehoux (Bugatti)        |           |
| 03.06. | Circuito di Mugello          | Circuito stradale del Mugello | Emilio Materassi (Talbot)      |           |
| 10.06. | Premio Reale di Roma         | Circuito Tre Fontane          | Louis Chiron (Bugatti)         | Statistik |
| 10.06. | Grand Prix de Picardie       | Péronne                       | Philippe Auber (Bugatti)       |           |
| 10.06. | Circuit de Thuin             | Thuin                         | Josef Delzaert (Bugatti)       |           |
| 24.06. | Circuito di Cremona          | Cremona                       | Luigi Arcangeli (Talbot)       |           |
| 01.07. | Großer Preis des ACF         | Circuit du Comminges          | W. Williams (Bugatti)          | Statistik |
| 08.07. | Grand Prix de la Marne       | Circuit de Reims-Gueux        | Philippe Étancelin (Bugatti)   |           |
| 25.07. | Gran Premio de San Sebastián | Circuito Lasarte              | Louis Chiron (Bugatti)         | Statistik |
| 29.07. | Großer Preis von Spanien     | Circuito Lasarte              | Louis Chiron (Bugatti)         | Statistik |
| 04.08. | Coppa Acerbo                 | Circuito di Pescara           | Giuseppe Campari (Alfa Romeo)  | Statistik |
| 19.08. | Coppa Montenero              | Circuito di Montenero         | Emilio Materassi (Talbot)      |           |
| 23.08. | Grand Prix de La Baule       | La Baule                      | Pierre Blaque Belair (Bugatti) |           |
| 09.09. | Grand Prix de Boulogne       | Boulogne                      | Malcolm Campbell (Delage)      |           |